# Rasmus Lindgren
Rasmus Lindgren (Landskrona, 29 de Novembro de 1984) é um futebolista profissional sueco. 

## Títulos

### Ajax
- Eredivisie (1): 2010–11
- KNVB Cup (1): 2009–10

### Red Bull Salzburg
- Austrian Bundesliga (1): 2011–12
- Copa da Áustria (1): 2011–12

### FC Groningen
KNVB Cup (1): 2014–15